# طراحی برای ساخت پذیری

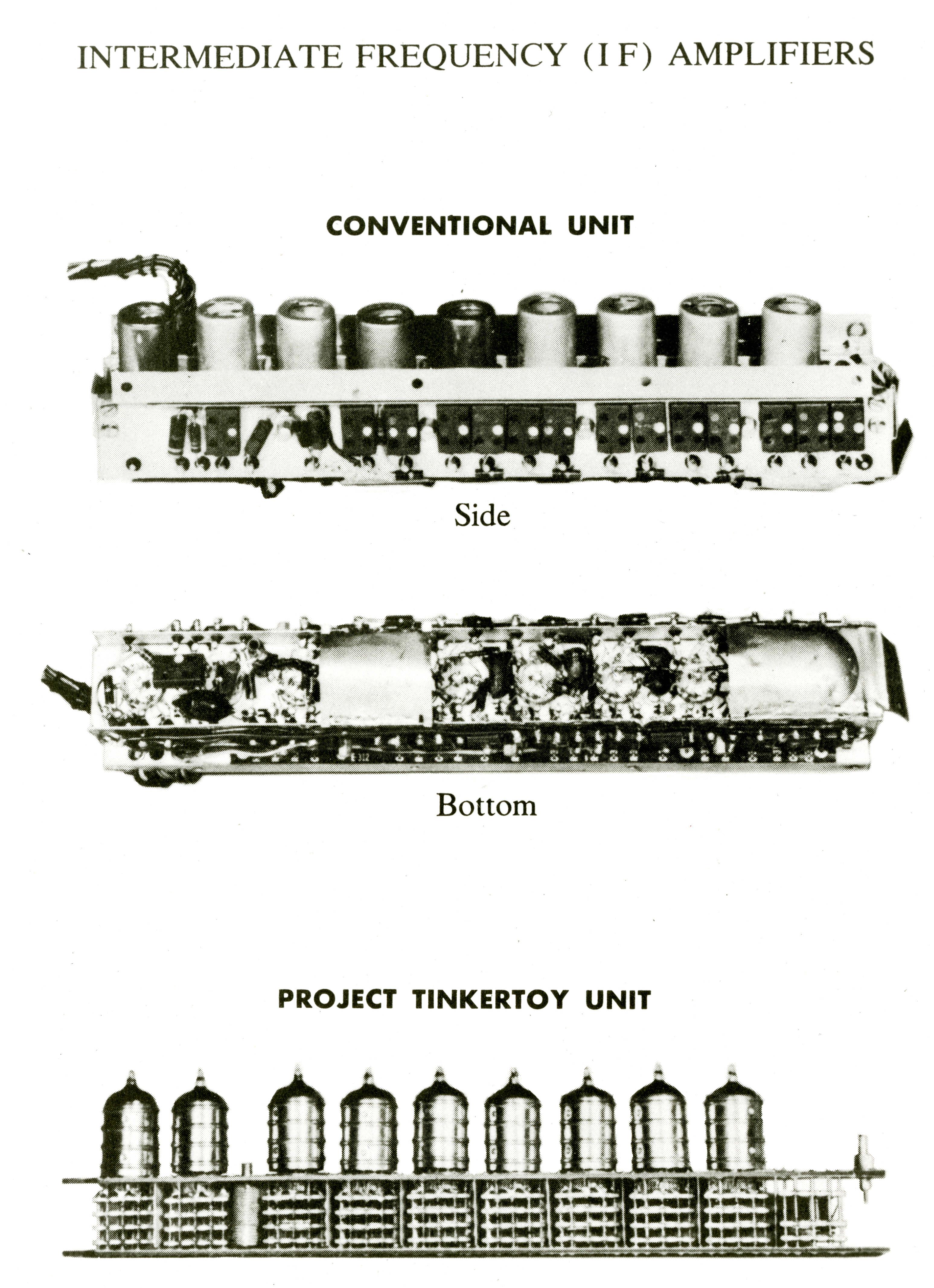
Redesigned for manufacturability

طراحی برای ساخت‌پذیری (همچنین به عنوان طراحی برای ساخت شناخته می‌شود) یک روش کلی مهندسی برای طراحی محصولات به شیوه‌ای است که ساخت آن‌ها ساده باشد. این مفهوم تقریباً در تمامی حوزه‌های مهندسی وجود دارد اما پیاده‌سازی آن که به تکنولوژی ساخت در آن حوزه وابسته می‌باشد، به‌طور قابل توجهی می‌تواند متفاوت باشد. طراحی برای ساخت، پروسهٔ طراحی یا مهندسی یک محصول را جهت امکان‌پذیر بودن فرایند ساخت و کاهش هزینه‌های مربوطه توصیف می‌کند. طراحی برای ساخت امکان حل مشکلات احتمالی در فاز طراحی را که کم‌هزینه‌ترین محل برای رفع آن‌ها می‌باشد می‌دهد. موارد دیگری مانند نوع و شکل مادهٔ خام مورد استفاده، تلرانس‌گذاری ابعادی، فرایندهای ثانویه مانند عملیات سطحی، ممکن است ساخت‌پذیری را تحت تأثیر قرار دهند.
بر اساس انواع مختلف فرایندهای ساخت، دستورالعمل‌های تعیین شده‌ای برای حوزهٔ طراحی برای ساخت وجود دارد. این دستورالعمل‌ها کمک می‌کنند تا به‌طور دقیق، انواع تلرانس‌ها، قوانین و بازرسی‌های مربوط به طراحی برای ساخت تعریف شوند.
برخی از انتقادهای وارد شده به مفهوم طراحی برای ساخت از طرف افراد صنعتی بیان می‌کنند که مفاهیم طراحی برای ساخت و طراحی برای مونتاژ، عبارات جدید و غیرضروری برای مفهومی می‌باشد که از زمان وجود مفهوم ساخت وجود داشته‌اند و بنابراین این مفاهیم بیانگر همان طراحی مهندسی می‌باشند.

## مفهوم طراحی برای ساخت دربرد مدار چاپی
در فرایند طراحی بردهای مدار چاپی، مفهوم طراحی برای ساخت دسته‌ای از دستورالعمل‌هایی را فراهم می‌آورد که تلاش می‌کنند تا بتوان از ساخت‌پذیری برد اطمینان حاصل کرد. با انجام این کار، مشکلات محتمل در تولید می‌توانند در حین پروسهٔ طراحی رفع شوند.
به‌طور ایده‌آل، دستورالعمل‌های مربوطه به طراحی برای ساخت، توانمندی‌ها و فرایندهای صنعت تولید را لحاظ می‌کنند؛ بنابراین، مفاهیم طراحی برای ساخت به‌طور مداوم در حال تکامل یافتن هستند.
با تکامل شرکت‌های تولیدکننده و انجام اتوماسیون در مراحل و فرایندهای بیشتر، این فرایندها در حال ارزان‌تر شدن هستند. طراحی برای ساخت معمولا برای کاهش این نوع از هزینه‌ها بکار گرفته می‌شود. به عنوان مثال، اگر یک فرایند را بتوان به صورت خودکار با ماشین‌هایی انجام داد، هزینهٔ تمام شدهٔ کار ارزان‌تر از انجام آن با دست می‌باشد.

## مفهوم طراحی برای ساخت درمدارات مجتمع
دستیابی به طراحی‌های قابل تولید در سایهٔ تکنولوژی نوین یکپارچه‌سازی کلان مقیاس به دلیل کوچک شدن ابعاد به همراه پیچیدگی محصولات نوین، به یک هدف بسیار چالش‌برانگیز تبدیل شده است. در اینجا، روش پیشنهادی طراحی برای ساخت شامل تکنیک‌هایی برای تغییر طراحی مدارات مجتمع به جهت ساخت‌پذیرتر کردن آن‌ها می‌باشد تا بهره‌وری کاربردی، پارامتریک و اطمینان‌پذیری آن‌ها را افزایش دهد.

### پیش‌زمینه
به‌طور سنتی، در دوران پیش از ابعاد نانومتری، طراحی برای ساخت از دسته‌ای از روش‌های مختلف تشکیل شده بود که سعی در اجبار برخی قوانین طراحی نرم (پیشنهادی) در مورد شکل‌ها و وجوه ساختار فیزیکی یک مدار مجتمع داشتند. همچنین بدترین سناریوهای شبیه‌سازی در سطوح مختلف از هندسه‌ها بکار گرفته شدند، تا اثر تفاوت‌های موجود در فرایند ساخت بر عملکرد و دیگر انواع کاهش بهره‌وری پارامتریک اعمال شوند. تمامی انواع این بدترین حالت‌های شبیه‌سازی در واقع بر اساس یک مجموعه از حالت‌های غیر ایده‌آل در فایل‌های پارامتر دستگاه در نرم‌افزار اسپایس می‌باشند، که با هدف نمایش دادن تغییرات عملکرد ترانزیستور بر روی یک بازهٔ کامل از واریاسیون‌ها در فرایند ساخت مورد استفاده قرار می‌گیرند. علاوه بر آن، مدل‌های نرم‌افزار اسپایس باید شامل ناسازگاری‌هایی درون مدل خود در شبیه‌سازی مدارات آنالوگ باشند. بسیاری از این ناسازگاری‌ها، به ابعاد یا جهت‌گیری قطعه وابسته‌اند.

### دسته‌بندی مکانیزم‌های کاهش بهره‌وری
مهم‌ترین مدل‌های کاهش بهره‌وری برای یکپارچه سازی کلان مقیاس آی‌سی‌ها می‌توانند به چند دسته تقسیم شوند.
- کاهش بهره‌وری عملکردی: همچنان عامل غالب کاهش بهره‌وری می‌باشد. این مکانیزم توسط مکانیزم‌های مرتبط با تجهیزات، اثرات سیستماتیک مثل چاپ پذیری یا مشکلات صفحه‌گذاری و عیوب کاملاً تصادفی ایجاد می‌شود.
- محصولات با عملکرد بالا ممکن است تحت تأثیر جزئیات طراحی پارامتریک قرارگیرند که یا در اثر غیر یکنواختی در فرایند یا عوامل محیط‌زیستی ایجاد می‌شوند.
- کاهش بهره‌وری مرتبط با انجام تست‌ها می‌تواند توسط انجام نادرست تست اتفاق افتد و می‌تواند اثر مهمی در کاهش بهره‌وری داشته باشد.

## مفهوم طراحی برای ساخت در ماشین‌کاریCNC
هدف در این بخش انجام طراحی به شیوه‌ای است که هزینه را کاهش دهد. هزینه توسط زمان کنترل می‌شود؛ بنابراین، طراحی باید به نحوی باشد، که زمان مورد نیاز برای نه تنها ماشین‌کاری (براده برداری) بلکه زمان تنظیم دستگاه سی ان سی را نیز کمینه کند. ایجاد فیکسچر مناسب و دیگر فرایندهای مورد نیاز پیش از شروع ماشین‌کاری که به پیچیدگی قطعه وابسته هستند، از این دسته موارد می‌باشند.

### زمان راه‌اندازی فرایندها
یک دستگاه CNC فقط می‌تواند از یک جهت به قطعه نزدیک شود مگر آنکه محور چهارم یا پنجم استفاده شوند. در هر زمان، یک سمت قطعه را می‌توان ماشین‌کاری کرد. سپس قطعه باید گردانده شده تا سمت دیگر آن ماشین‌کاری شود. هندسهٔ قطعه تعیین می‌کند که آیا برای ساخت آن نیاز به گرداندن قطعه وجود دارد یا خیر. هرچه تعداد فرایندهای مورد نیاز برای ماشین‌کاری قطعه بیشتر شود، هزینهٔ ساخت آن قطعه بالاتر خواهد رفت. هر فرایند یک زمان راه‌اندازی مخصوص به خود را دارد که باید قبل از شروع کار دستگاه طی شوند؛ بنابراین هرچه تعداد این مراحل افزایش یابد، هزینهٔ ساخت نیز بالاتر خواهد رفت. این فرایندهای راه‌اندازی بسیار زمان‌بر هستند به طوری که ممکن است برای ماشینکاری قطعه به مدت ۲ دقیقه بیش از یک ساعت زمان نیاز به فرایند راه‌اندازی باشد.
در انتها، حجم (تعداد) قطعات مورد نیاز برای ماشین‌کاری نیز نقش مهمی در هزینه‌ها دارد. هرچه تعداد قطعات بالاتر رود هزینهٔ ماشین‌کاری نیز افزایش خواهد یافت؛ بنابراین ضروری است که طراحی قطعات به نحوی باشد، که کمترین زمان برای فرایندهای آماده‌سازی صرف شود. این موضوع در طراحی برای ساخت دیده می‌شود و طراح، با این طرز تفکر قطعهٔ موردنظر را طراحی می‌کند که کمترین هزینه صرف فرایند ماشین‌کاری قطعه شود.

### نوع ماده
ساده‌ترین انواع فلزات قابل ماشین‌کاری شامل آلومینیم، برنج و دیگر فلزات نرم می‌شوند. هرچه مواد مانند فولاد، تیتانیم و آلیاژهای سخت‌تر شوند، ماشین‌کاری آن‌ها سخت‌تر خواهد شد؛ بنابراین ساخت‌پذیری آن‌ها کاهش می‌یابد. اغلب انواع پلاستیک به سادگی ماشین‌کاری می‌شوند. با این وجود، افزودن فایبرگلاس و فیبرکربن می‌تواند قابلیت ماشین‌کاری را کاهش دهد. از طرفی پلاستیک‌هایی که بسیار نرم می‌باشند هم ممکن است مشکلات ماشین‌کاری خاص خود را داشته باشند.

### حالت ماده
فلزات در تمامی حالت‌ها یافت می‌شوند. به عنوان مثال، آلومینیم غالباً به صورت شمش یا ورق تولید می‌شود. ابعاد و شکل هر قطعه می‌تواند تعیین کند که چه حالتی از ماده باید استفاده شود. از طراحی‌های مهندسی می‌توان یک حالت ماده را به دیگری ترجیح داد. قطعات به حالت شمش تقریباً نصف همان میزان ماده به حالت ورق هزینه دارند؛ بنابراین، با وجود آنکه حالت ماده به صورت مستقیم به هندسهٔ قطعه وابسته نیست، هزینه‌های مربوطه می‌توانند با انتخاب کم‌هزینه‌ترین حالت ماده در فاز طراحی کاهش یابند.

### تلرانس‌ها

تلرانس انطباقی

یکی از مهم‌ترین عوامل تأثیرگذار بر هزینهٔ قطعات ماشین‌کاری شده، تلرانس هندسی آن قطعه می‌باشد. هرچه تلرانس مورد نیاز کوچک‌تر باشد، هزینهٔ ماشین‌کاری بالاتر می‌رود زیرا به دقت‌های بالاتری جهت ماشین‌کاری نیاز است. در هنگام طراحی، بازترین تلرانس ممکن که همچنان قطعه کارکرد مناسب خود را در آن حفظ می‌کند تعیین می‌شود. تلرانس‌ها باید بر حسب ویژگی‌های دو قطعه که به یکدیگر متصل می‌شوند تعیین شوند. همچنین روش‌های خلاقانه‌ای برای مهندسی قطعات با تلرانس‌های پایین‌تر وجود دارد که عملکرد آن‌ها مشابه تلرانس‌های بالاتر همان قطعه باشد.

### طراحی و شکل
ماشین‌کاری یک فرایند براده‌برداری است بنابراین زمانی که طول می‌کشد تا مقدار ماده مورد نظر از سطح برداشته شود یک فاکتور حائز اهمیت در هزینهٔ ماشین‌کاری است. حجم و اندازهٔ ماده‌ای که باید از قطعه برداشته شود، همین‌طور میزان پیشروی ابزار براده‌برداری زمان ماشین‌کاری را تعیین می‌کنند. هنگام استفاده از دستگاه فرز استحکام و سختی ابزار که بر حسب نسبت طول به قطر ابزار تعیین می‌شود بزرگ‌ترین نقش را در تعیین سرعت حرکت ابزار ایفا می‌کند. هرچه ابزار طول کوتاه‌تری به نسبت قطرش داشته باشد، سرعت براده‌برداری آن بالاتر خواهد بود. نسبت طول به قطر ۳ به ۱ یا کمتر مقدار بهینه‌ای محسوب می‌شود. اگر نتوان به این نسبت دست یافت، یک راه‌حل در این منبع قابل یافتن است. برای حفره‌ها نسبت طول به قطر ابزار اهمیت کمتری دارد اما همچنان باید کمتر از ۱۰ به ۱ باشد.